# Маккеннан, Томас
Томас Маккин Томпсон Маккеннан (англ. Thomas McKean Thompson McKennan; 31 марта 1794, Нью-Касл, штат Делавэр — 9 июля 1852, Рединг, штат Пенсильвания) — американский политик, член Палаты представителей Конгресса США от штата Пенсильвания (1831—1839 и 1842—1843), министр внутренних дел США в августе 1850 года в кабинете президента Милларда Филлмора.
Маккеннан закончил в 1810 году Колледж Вашингтон (в настоящее время колледж Вашингтона и Джефферсона). Изучил право и начал в 1814 году свою карьеру в качестве адвоката в Пенсильвании.
Маккеннан присоединился к Антимасонской партии и был избран в Палату представителей на промежуточных выборах в 1830 году. Он выиграл три раза. Сменил свою партию на партию вигов и был избран в Палату представителей в 1842 году, его сменил в 1843 году конгрессмен Уильям Уилкинс.
Маккеннан сменил 15 августа 1850 Томаса Юинга на посту министра внутренних дел, согласившись на предложение президента только под давлением друзей и политических союзников. Но объявил о своей отставке уже одиннадцать дней спустя. Его сменил на посту министра Александер Стьюарт.
Маккеннан умер в 1852 году и был похоронен на кладбище Вашингтон в Вашингтоне, штат Пенсильвания.